# ブレイク (コーラスグループ)
ブレイク (BLAKE) は、2007年夏に結成されたイギリス人男性4人からなるコーラス・グループ。 クラシックからポピュラーまで幅広いジャンルの曲を自由に歌いこなす。この年に生誕250年を迎えたウィリアム・ブレイクに対するリスペクトからグループ名をブレイクと名付けた。
デビューアルバムは、2007年リリースの『ブレイク(BLAKE)』。

## メンバー
- スティーヴン・ボウマン (Stephen Bowman)
- ジュールス・ナイト (Jules Knight)
- オリヴァー・ベインズ (Oliver Baines)
- ドミニク・タイ (Dominic Tight)

## ディスコグラフィー
- ブレイク(BLAKE)